# Clarence Munyai
Clarence Munyai (né le 20 février 1998 à Johannesbourg) est un athlète sud-africain, spécialiste des épreuves de sprint.

## Biographie
Il participe à l'âge de dix-huit ans aux 200 mètres des Jeux olympiques de 2016, à Rio de Janeiro, s'inclinant dès les séries.
Le 4 mars 2017, à Pretoria en altitude, il établit un nouveau record d'Afrique junior du 200 m en parcourant la distance en 20 s 10 (+ 1,7 m/s). Ce même jour, il porte son record personnel sur 100 m à 10 s 20. En juillet 2017, à Tlemcen, il devient champion d'Afrique junior du 200 m en 20 s 22.
Le 16 mars 2018, lors des championnats d'Afrique du Sud à Pretoria, Clarence Munyai établit le temps de 19 s 69 en demi-finale (-0,5 m/s), à un centième du record d'Afrique, améliorant le record d'Afrique du Sud détenu depuis 2017 par Wayde van Niekerk.
Il se classe 5e du relais 4 × 100 m des championnats du monde de Doha, avec un record d'Afrique de 37 s 65 en séries.

## Palmarès
| Date | Compétition            | Lieu         | Résultat | Épreuve   | Temps   |
| ---- | ---------------------- | ------------ | -------- | --------- | ------- |
| 2022 | Championnats d'Afrique | Saint-Pierre | 3e       | 200 m     | 20 s 69 |
| 2022 | Championnats du monde  | Eugene       | 6e       | 4 × 100 m | 38 s 10 |
| 2023 | Championnats du monde  | Budapest     | finale   | 4 × 100 m | DNF     |

## Records
| Épreuve | Performance | Lieu     | Date         |
| ------- | ----------- | -------- | ------------ |
| 100 m   | 10 s 04     | Pretoria | 12 mars 2022 |
| 200 m   | 19 s 69     | Pretoria | 16 mars 2018 |